# Roberto Vestrini
Roberto Vestrini, italijanski veslač, * 30. januar 1908, † 12. marec 1967.
Vestrini je za Italijo nastopil na Poletnih olimpijskih igrah 1932 v osmercu. Italijanski čoln je tam osvojil srebrno medaljo.